# Cornufer schmidti
Espèce
Synonymes
- Platymantis papuensis schmidti Brown & Tyler, 1968
- Platymantis schmidti Brown & Tyler, 1968

Statut de conservation UICN

 LC  : Préoccupation mineure
Cornufer schmidti est une espèce d'amphibiens de la famille des Ceratobatrachidae.

## Répartition
Cette espèce est endémique de l'archipel Bismarck en Papouasie-Nouvelle-Guinée. Elle se rencontre en Nouvelle-Bretagne, en Nouvelle-Irlande et à Manus.

## Description
Les femelles mesurent de 40 à 60 mm.

## Étymologie
Cette espèce est nommée en l'honneur de Karl Patterson Schmidt.

## Publication originale
- Brown & Tyler, 1968 : Frogs of the genus Platymantis (Ranidae) from New Britain with descriptions of new species. Proceedings of the Biological Society of Washington, vol. 81, p. 69-86 (texte intégral).